# Halasana

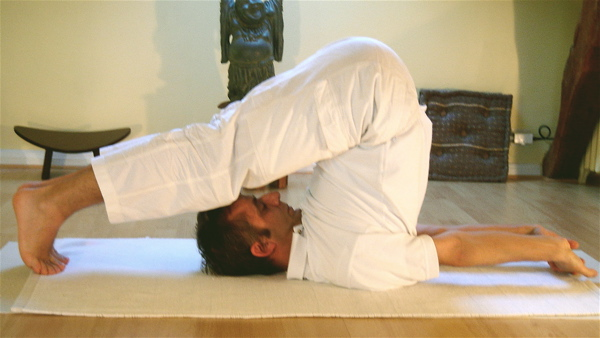
Halasana

Halasana, ovvero posizione dell'aratro, è una āsana di Hatha Yoga della categoria delle "posizioni capovolte". Deriva dal sanscrito "hala" che significa "aratro" e "āsana" che significa "posizione".

## Scopo della posizione
La posizione aumenta gli effetti di Sarvangasana, in particolare per la compressione del collo, estendendo l'allungamento delle cervicali, delle dorsali e delle gambe. Inoltre facilita l'irrorazione della zona cerebrale di sangue e nel contempo consente il deflusso di liquidi dalle gambe e dalle viscere. Il respiro è contratto nella cassa toracica, con le costole bloccate dalla posizione, e si concentra completamente nell'addome, che viene massaggiato dal respiro.

## Posizione
Posizionarsi distesi supini e, inspirando, alzare le gambe alla verticale mantenendo la schiena a terra. Aiutandosi con l'appoggio delle mani alla schiena, sollevare la schiena lentamente portando le gambe prima a 45 gradi dalla verticale in Ardha Sarvangasana, poi alla verticale in Sarvangasana. Dopo alcuni cicli di respirazione, espirando, portare le gambe indietro, allungando i piedi oltre la testa, fino ad arrivare a toccare il suolo con le dita. Raggiunta la posizione statica, distendere le mani e le braccia al suolo, appoggiandole a terra sul dorso della mano. Respirare profondamente nella posizione.

## Dimensione dell'anima
„Nella posizione invertita il praticante da un lato sperimenta se stesso come aperto, dall’altro, però, si sente ristretto nel movimento e da questa condizione tesa, cerca il cammino verso la terra. L’immagine della trasformazione si esprime nella posizione invertita e nell’intero movimento dinamico, nel quale il sentimento rispetto al suolo, alla terra e il desiderio di ampiezza, accompagnato da un presagio della presenza dello spirito, sono vivacemente abbinati.“